# 艾迪臣·度斯·山度·雷斯
艾迪臣·度斯·山度·雷斯（Edson dos Santos Reis，1990年2月26日—）一般称作艾迪臣，生于巴西，巴西职业足球运动员，現效力維多利亞。